# The Jesus and Mary Chain

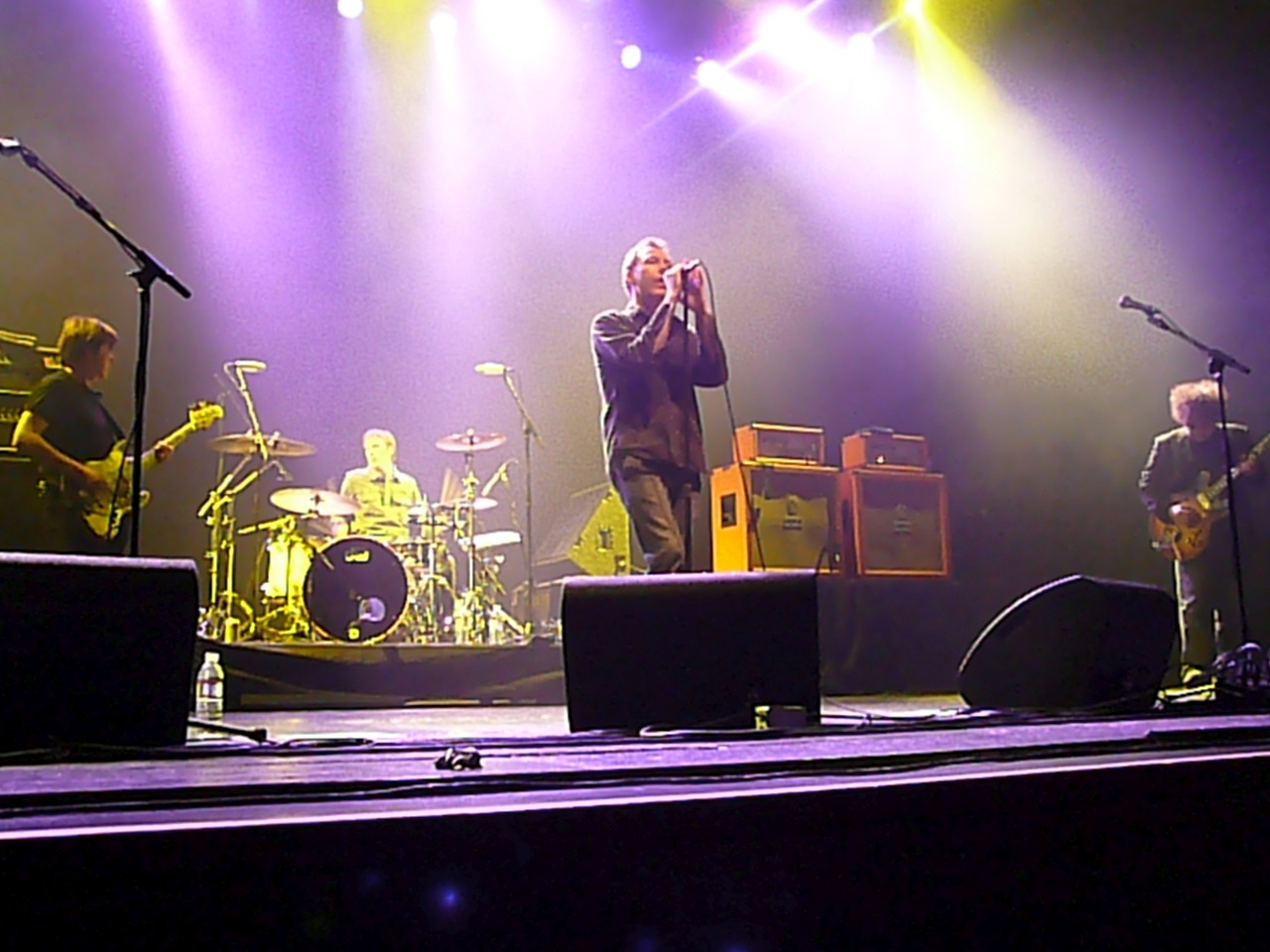
The Jesus and Mary Chain

The Jesus and Mary Chain is een alternatieve rock-band uit East Kilbride (Schotland). De band, waarvan de gebroeders Jim en William Reid als motor fungeren, bestond van 1984 tot 1999 en werd in 2007 heropgericht.

## Geschiedenis
The Jesus and Mary Chain was beïnvloed door onder andere The Ramones en The Shangri-Las ('Ooit gaan we een Shangri-Las-plaat maken') en gaf in het begin van zijn carrière ultrakorte concerten (10 minuten) waarbij de band met de rug naar het publiek toe speelde en op journalisten en fotografen spuugde.
In 1984 bracht de band een single uit op het Creation-label om vervolgens bij Blanco Y Negro te tekenen. Met Primal Scream-frontman Bobbie Gillespie op drums werd het lovend ontvangen debuutalbum Psychocandy opgenomen. Gillespie kon echter niet altijd aanwezig zijn en eind 1985 vertrok hij om zich volledig te richten op het eveneens invloedrijke Primal Scream.
In 1995 liep het Blanco Y Negro-contract af en keerde The Jesus and Mary Chain terug naar Creation, waar drie jaar later het album Munki verscheen. Op 12 september 1998 kregen de broers ruzie; het uiteenvallen werd pas een jaar later officieel bekendgemaakt.
In 2007 kwamen de broers weer bij elkaar op het Coachella-festival in Californië; ze werkten aan nieuw materiaal.
In 2015 stonden ze op het Best Kept Secret Festival.

## Discografie (albums, volledig)
- Psychocandy, 1985
- Darklands, 1986
- Barbed Wire Kisses, 1988
- Automatic, 1989
- Honey's Dead, 1992
- Stoned & Dethroned, 1994
- Munki, 1998
- Vengence, 1996
- Peel Sessions, 1991
- Sound of Speed, 1993
- Damage and Joy, 2017
- Glasgow Eyes, 2024